# Jeux martiaux
 (mai 2021).
Les Jeux martiaux, en latin ludi martiales, sont des jeux institués à Rome par l'empereur Auguste, l'an de Rome 752 (2 avant J.-C.), en l'honneur de Mars Vengeur. 
Ils se célébraient tous les ans le 5 des ides de mai (11 mai) et duraient un jour; ils consistaient en courses équestres et en chasses données dans le Cirque Maxime.

## Source
Cet article comprend des extraits du Dictionnaire Bouillet. Il est possible de supprimer cette indication, si le texte reflète le savoir actuel sur ce thème, si les sources sont citées, s'il satisfait aux exigences linguistiques actuelles et s'il ne contient pas de propos qui vont à l'encontre des règles de neutralité de Wikipédia.